# Ліпський Андрій Васильович
Ліпський Андрій Васильович (? — ?) — підполковник Дієвої Армії УНР.

## Біографія
Станом на 1 січня 1910 року — підпоручик 4-ї Східно-Сибірської стрілецької артилерійської бригади (село Пісчанка біля Чити). Останнє звання у російській армії — підполковник.
З 31 листопада 1920 року був приділений до артилерійської частини штабу Армії УНР, який прибув з українською місією у Варшаву.
У 1921—1923 роках — начальник артилерійського відділу Спільної юнацької школи Армії УНР.
Подальша доля невідома.